# Programa Phobos

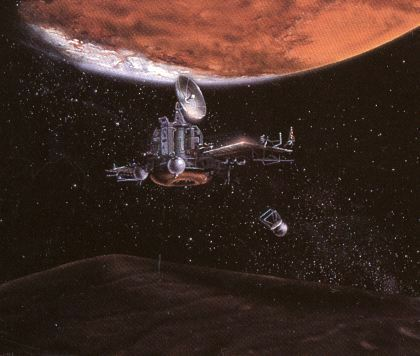
Concepção artística da sonda Phobos

O programa espacial Phobos consistia no lançamento de duas sondas não tripuladas, construídas pela antiga União Soviética, destinadas a estudar Marte e as suas duas luas, Fobos e Deimos. A sonda Phobos 1 foi lançada em 7 de julho de 1988 e a sonda Phobos 2 foi lançada em 12 de julho de 1988. Cada sonda foi levada ao espaço por meio de um foguete Proton-K. Ambas as sondas sofreram falhas críticas, que encerraram prematuramente suas missões de pesquisa espacial.
As sondas Phobos I e II eram de um novo tipo de sonda que sucedeu às sondas das missões Vênera que foram utilizadas do ano de 1975 até o ano de 1985. As sondas Phobos eram sondas mais avançadas que as sondas Vega 1 e Vega 2 que se dirigiram para o cometa Halley. O termo Vênera significa, em russo, Vênus.
Os objetivos destas missões eram:
- Conduzir estudos do meio ambiente interplanetário
- Realizar pesquisas do Sol
- Estudar as vizinhanças do plasma de Marte
- Caminhar em Marte e realizar estudos de sua atmosfera
- Estudar a composição da superfície do satélite Fobos e lançar sobre ele, dois aterrizadores.

## Phobos I
Phobos I ou Phobos 1 é uma sonda não tripulada, lançada pela antiga URSS, através do foguete Proton
Phobos I funcionava normalmente até que em 2 de setembro de 1988 houve uma perda na comunicação. Os controladores da missão falharam em tentar recuperar o contato com a sonda devido a um erro de programação no software, que fora carregado pela sonda entre os dias 29 a 30 de agosto, na qual a ação dos propulsores de controle da altitude foi desativada. O resultado deste erro foi a perda da capacidade de dirigir os painéis solares para o Sol e as baterias da sonda acabaram descarregadas.

## Phobos II
Phobos II ou Phobos 2 é uma sonda não tripulada, lançada pela antiga URSS, através do foguete Proton. O módulo aterrissador de Phobos II tinha uma massa de 2 600 kg, sendo que a massa total da sonda era de 6 220 kg, quando em órbita de Marte. A sonda era alimentada por painéis solares. A sonda chegou a Marte em janeiro de 1989.
A principal parte desta sonda consistia em uma estrutura circular pressurizada que continham módulos de equipamentos eletrônicos. Abaixo desta secção estavam montados quatro tanques esféricos que continham a hidrazina para o controle de altitude e o principal módulo de propulsão, que foram descartados quando da inserção da sonda em órbita de Marte.
No total, 28 propulsores foram montados no tanque esférico com propulsores adicionais montados no corpo da sonda espacial e nos painéis solares. O controle de altitude era mantido com o auxílio de um sistema de controle que usava estabilização por três eixos, cujo sistema de direcionamento era baseado no Sol e nas estrelas.
Phobos II operava normalmente quando de seu voo de cruzeiro até a sua chegada a Marte e também na sua fase de inserção. A sonda coletava dados do Sol, do meio interplanetário, de Marte e do satélite Fobos.
O contato com a sonda foi perdido pouco depois de sua fase final, quando a sonda se aproximava de Fobos e se encontrava a uma distância de 50 metros da superfície do satélite e já havia liberado dois de seus módulos aterrizadores, um dos quais poderia se deslocar e o outro era uma plataforma estacionária.
O término desta missão se deu quando não houve mais contacto com a sonda, isso em 27 de março de 1989. A causa da falha foi atribuída a um mau funcionamento do computador de bordo da sonda.
Até hoje circulam pela Web boatos de que a Phobos II teria fotografado, pouco antes da pane, uma gigantesca nave marciana, com dimensões comparáveis às dos satélites do planeta vermelho. Não obstante, o suposto artefato é apenas uma falha na telemetria da sonda.